# Forestilling (mental)
 For alternative betydninger, se Forestilling. (Se også artikler, som begynder med Forestilling)
Forestillinger er ideer og billeder, der bliver dannet i bevidstheden, når mennesket forestiller sig noget, som det har en antagelse om. En forestilling er således en tanke, en ide eller et indre billede af fænomener, der ikke direkte sanses, men som for eksempel huskes eller tales om. Man kan således fx have forestillinger om sin barndom, sin fremtid, sin ægtefælle, det gode liv eller sin identitet, og et samfund kan fx være præget af skiftende forestillinger om sundhed eller moral. Begrebet bruges ofte synonymt med ordene ide eller tankebillede, og det spiller en rolle inden for idehistorie, kulturhistorie, psykologi og filosofi.

## Begrebets betydning
En forestilling er at forestille sig noget i bevidstheden, som er forbundet med en antagelse. Forestillinger kan både være virkelige og uvirkelige. Hvis forestillingen handler om noget uvirkeligt, kalder man den også fantasi, men en forestilling kan lige så vel handle om noget virkeligt, og så er den ikke fantasi. Som menneske kan man for eksempel have bestemte forestillinger om liv og død eller om, hvem ens nære relationer er som personer, eller om hvordan man bør indrette samfundet. Samtidig kan for eksempel man tale om en kulturs skiftende historiske forestillinger om for eksempel politik eller kønsroller. Ordet forestilling betyder dermed stort set det samme som en mental repræsentation af et fænomen eller en ide om et fænomen. Evnen til at danne sig forestillinger kaldes forestillingsevnen.

## Begrebets anvendelser

### Idehistorie og kulturhistorie
Inden for faget idehistorie og kulturhistorie bruges ordet forestilling sommetider næsten synonymt med begrebet ide. Man kan for eksempel tale om de sædelige eller moralske forestillingers historie eller historien om forestillingerne om Europa.

### Filosofi
Inden for filosofien har begrebet forestilling en omfattende betydningshistorie. Overordnet set er en forestilling en åndelig eller bevidsthedsmæssig repræsentation af et virkeligt eller uvirkeligt fænomen. Her bliver begrebet således ofte anvendt som en betegnelse for ideer eller tankebilleder, eller som en betegnelse for erfaringer, der er modsat domme. Begrebet spiller blandt andet en betydning i fænomenologien hos Edmund Husserl, hvor bevidstheden retter sig mod genstande ved at danne sig forestillinger. De forestillinger et menneske kan danne sig, er afhængig af dets erfaringer og kultur mv.

### Psykologi
I den moderne psykologi bliver begrebet forestilling enten anvendt som betegnelse for en tankemæssig eller bevidsthedsmæssig indre repræsentation af et ydre fænomen. Forestillinger kan for eksempel stamme fra hukommelsen eller fra fantasier eller drømme, og de kan i den forbindelse både handle om noget uvirkeligt og noget virkeligt.